# Liste der Bodendenkmäler in Aldenhoven
In der Liste der Bodendenkmäler in Aldenhoven sind alle Bodendenkmäler der nordrhein-westfälischen Gemeinde Aldenhoven aufgelistet. Grundlage ist die Denkmalliste der Gemeinde. Die Nummerierung hier bezieht sich auf die laufende Nummerierung der amtlichen Liste.
| Denkmalliste Nr. | Kurzbeschreibung                  | Ortsteil   | Bezeichnung/Lage    | Bild |
| ---------------- | --------------------------------- | ---------- | ------------------- | ---- |
| 51               | Ludwig-Gall-Haus                  | Aldenhoven | Alte Turmstraße 66  |      |
| 56               | DN 173 – Villa rustika Niedermerz | Niedermerz | An den Pferdsbenden |      |
| 54               | Haus Vaahsen                      | Aldenhoven | Kapuzinerstraße 7   |      |